# Drínids
Els drínids (Dryinidae) són és una família d'himenòpters apòcrits amb 1.605 espècies descrites que es troben a tot el món. Es tracta de vespes solitàries amb larves parasitoides d'altres insectes. Dels amfitrions només es coneixen els Cicadellidae.

## Característiques
Els adults són generalment bastant petits, d'una longitud màxima de 10 mm. Els mascles solen tenir ales però les femelles sovint no en tenen i s'assemblen a les formigues.

## Història natural
Els ous s'injecten en l'hoste mitjançant un fort ovipositor i la larva passa les seves primeres etapes d'alimentació dins l'hoste, però quan es fa més gran, comença a sobresortir de l'abdomen d'acolliment i desenvolupa un endurit sac per protegir el seu cos vulnerable sense deixar d'alimentar-se de l'hoste, que invariablement morirà.

## Taxonomia
Els drínids es divideixen en 11 subfamíliesː
- Anteoninae
- Aphelopinae
- Apoaphelopinae
- Apodryininae
- Bocchinae
- Conganteoninae
- Dryininae
- Erwiniinae
- Gonatopodinae
- Plesiodryininae
- Transdryininae